# Tryckknapp

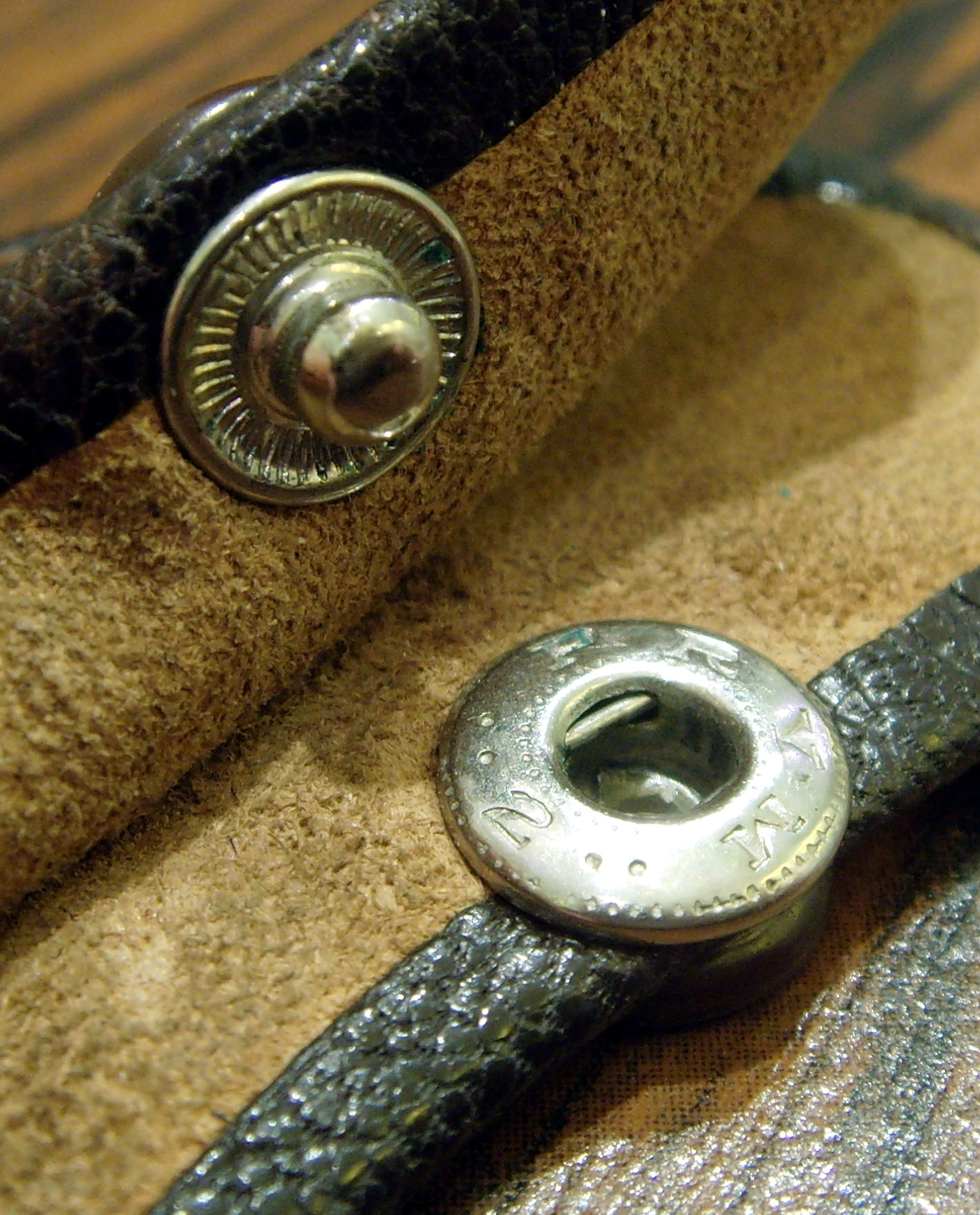
Tryckknapp.

En tryckknapp är en fästanordning som består av två små, runda delar, den ena med en fördjupning och den andra med ett matchande huvud. De sys eller nitas fast på motsatta sidor av tyget och pressas in i varandra för att stängas. För att se till att huvudet snäpper på plats och att knappen endast öppnas under betydande dragkraft, är fördjupningen formad som en öppen hålighet eller ring, varefter knappens elastiska material gör att den snäpper på plats, eller så byggs en ytterligare fjädrande del in i sidled. Tryckknappar är vanligtvis tillverkade av metall, mer sällan av plast.

## Historia
Den tidigaste kända användningen av tryckknappsprincipen påträffades på terrakottaarmén och är således daterad till 200-talet f.Kr.
År 1885 uppfann Heribert Bauer från Pforzheim den första moderna tryckknappen. Den var främst avsedd för underkläder för män. Något senare introducerades en tryckknapp för damkläder under namnet "Kronendruckkopf"; ovetande uppfann den senare kirurgen Ferdinand Sauerbruch också en tryckknapp för skor i sin farfars skomakeri. År 1903 lanserades tryckknappar på marknaden i förbättrad form av Hans Prym, med en fjäder som sattes in runt huvuddelen, vilket underlättade öppnandet och stängningen avsevärt. Tryckknappar tillverkas av rostfri metall och finns fortfarande på marknaden i denna form i dag och används vanligtvis som ett diskret fästelement, eller ett som vanligtvis är osynligt när det är stängt, för plagg, väskor och andra föremål.